# I Still Believe in You (álbum)
I Still Believe in You é um álbum de Vince Gill, lançado em 1992.